# Aminata Sow Fall
Pour les articles homonymes, voir Sow et Fall.
Aminata Sow Fall, née le 27 avril 1941 à Saint-Louis (Sénégal) dans une famille Wolof, elle est une femme de lettres ⁣⁣sénégalaise⁣⁣⁣, surtout romancière – l'une des pionnières de la littérature africaine francophone.
Aminata Sow Fall porte un regard critique sur une société sénégalaise en pleine mutation dont elle dénonce l'hypocrisie et, comme d'autres femmes de sa génération, l'idéologie patriarcale. Ainsi, dans son œuvre la plus connue, La Grève des bàttu ou les déchets humains, qui lui a valu le Grand prix littéraire d'Afrique noire en 1980, elle imagine — en s'appuyant sur des faits réels — une grève de mendiants chassés de la capitale par des autorités soucieuses de promouvoir le tourisme. Les romans d'Aminata Sow Fall sont devenus des classiques, aujourd'hui inscrits dans les programmes d'enseignement. Dans son discours inaugural au Collège de France, l'écrivain Alain Mabanckou la « considère comme la plus grande romancière africaine ».

## Biographie
Née en 1941 à Saint-Louis au Sénégal, Aminata Sow Fall perd son père dès l'âge de huit ans. Après quelques années de scolarité au lycée Faidherbe – aujourd'hui au lycée Cheikh Omar Foutiyou Tall – de Saint-Louis, Aminata Sow Fall accompagne sa sœur mariée à Dakar et poursuit ses études secondaires au lycée Van Vollenhoven – aujourd'hui lycée Lamine Guèye –, où elle obtient son baccalauréat.
Elle part en France pour entreprendre des études d'interprétariat ainsi qu'une licence de Lettres modernes et fait la connaissance de son futur mari, Samba Sow, à Paris.
Après son mariage, elle rentre au Sénégal pour d’abord se dédier à l’enseignement dans plusieurs établissements, à Rufisque et à Dakar. De 1974 à 1979, elle est membre de la Commission nationale de réforme de l’enseignement du français et participe à l'élaboration de manuels scolaires.
La reconnaissance internationale dont bénéficie La Grève des bàttu en 1979-1980 marque un tournant dans son parcours. Ce roman est adapté au cinéma pour le film intitulé Bàttu, réalisé par le cinéaste malien Cheick Oumar Sissoko et sorti en 2000.
De 1979 à 1988, directrice des Lettres et de la propriété intellectuelle au ministère de la Culture et du Centre d’études et de civilisations, elle contribue à la fondation de la maison d’édition Khoudia, du Centre africain d’animation et d’échanges culturels, du Bureau africain pour la défense des libertés de l’écrivain à Dakar et du Centre international d’études, de recherches et de réactivation sur la littérature, les arts et la culture à Saint-Louis.
Toujours absorbée par l'écriture, la romancière partage son temps entre Dakar, Saint-Louis et d'autres destinations à l'étranger, car elle est souvent sollicitée pour des conférences en relation avec son œuvre ou des thèmes plus larges tels que l'éducation, la culture ou la paix. Elle observe avec acuité le monde qui l'entoure : « L'artiste n'est pas dans une tour d'ivoire. Son rêve ne l'empêche pas de sentir le bouillonnement de la cité », mais elle se défend toutefois de tout engagement politique partisan.
En 2015, elle obtient le Grand prix de la francophonie remis annuellement par l'Académie française à une personnalité qui contribue à l'épanouissement de la langue française à travers le monde.

## Vie privée
Aminata Sow Fall est mère de sept enfants, parmi lesquels, le rappeur Abass Abass.

## Œuvres
- Le revenant : [roman], Dakar, Nouvelles Éditions africaines, 1976, 125 p. (ISBN 9782723601092 et 2723601099, OCLC 3243870, lire en ligne)[14],[15]
- La Grève des Bàttu ou les déchets humains (réédité en France en 2001 par les éditions Serpent à plumes • présélectionné par le jury du prix Goncourt en 1979), Dakar, Nouvelles Éditions africaines, 1986, 131 p. (ISBN 9782723604376 et 2723604373, OCLC 1106926074, lire en ligne)[16],[17],[2]
- L'appel des arènes (présélectionné par le jury du prix Goncourt en 1982), Dakar, Nouvelles Éditions africaines, 1982, 144 p. (ISBN 9782723608374 et 2723608379, OCLC 9472546, lire en ligne)[18]
- Ex-père de la nation : roman, Paris, L'Harmattan, coll. « Collection Encres noires », 1987, 189 p. (ISBN 9782858028757 et 2858028753, OCLC 957041528, lire en ligne)[19]
- Le jujubier du patriarche : roman (Édité par Serpent à plumes, Paris, 1998), Dakar, CAEC : Éd. Khoudia, coll. « Collection Roman » (no 5) (1re éd. 1993), 144 p. (ISBN 9782842610449 et 2878950062, OCLC 464020975, lire en ligne)[20],[21],[22]
- Douceurs du bercail, Abidjan, Nouvelles éditions ivoiriennes, 1998 (ISBN 9782911725463 et 2911725468, OCLC 406296661, lire en ligne)[23],[24]
- Sept écrivains au stade, Paris, Le Monde, coll. « Le serpent a plumes », ca. 1998, 47 p. (OCLC 174438419, lire en ligne)
- Le refus des mendiants (spectacle) en collaboration avec Alioune Diop ; d'après le roman d'Aminata Sow Fall : " la Grève des mendiants "[25]
- Un grain de vie et d'espérance (réflexion sur l'art de manger et la nourriture au Sénégal, suivie de recettes proposées par Margo Harley), Paris, Truffaut, coll. « Collection Saveurs de la réalité », 2002, 141 p. (ISBN 9782951661455 et 2951661452, OCLC 49568305, lire en ligne)[26],[27]
- Sur le flanc gauche du « Belem », Arles, Actes Sud ; Fondation Belem, coll. « L'odyssée atlantique », 2002, 39 p. (ISBN 9782742740444 et 2742740449, OCLC 469592336, lire en ligne)[28]
- Festins de la détresse : roman, Saint-Jean-du-Gard, Or des fous, coll. « Terres d'écritures » (no 1), 2005, 158 p. (ISBN 9782915995039, 9782829003189 et 9782847701012, OCLC 62176047, lire en ligne)[29]
- L'empire du mensonge : roman, Dakar, C.A.E.C/Khoudia éditions, 2017, 133 p. (ISBN 9782878950366 et 2878950364, OCLC 1007164615, lire en ligne)[30],[6],[31]

Aminata Sow Fall est également l'auteure de pièces de théâtre et de poèmes, encore inédits,.

## Récompenses et distinctions
- 1980 : lauréate du Grand prix littéraire d'Afrique noire pour La Grève des bàttu[17] ;
- 1982 : prix international pour les lettres africaines pour L'Appel des arènes (1982)[8] ;
- 1997 : nommée docteure honoris causa de Mount Holyoke College, Massachusetts[17] ;
- chevalière de l'ordre national du Mérite[33] ;
- chevalière des Palmes académiques[33] ;
- chevalière de l'ordre de la Pléiade[33] ;
- grand-croix de l'ordre national du Lion du Sénégal[34],[35] ;
- 2012 : Commandeure de l'ordre des Arts et des Lettres[36] ;
- 2015 : Grand prix de la Francophonie de l’Académie française[12].

### Filmographie
- 2005 : L'appel des arènes (long métrage), adapté du roman éponyme d'Aminata Sow Fall, 105 min, scénario et réalisation Cheikh Ndiaye[37].
- 2000 : Bàttu, réalisé par Cheick Oumar Sissoko, 105 min[38].
- Visage : Aminata Sow Fall (court-métrage), 13 min[39].